# 総販 (システム)

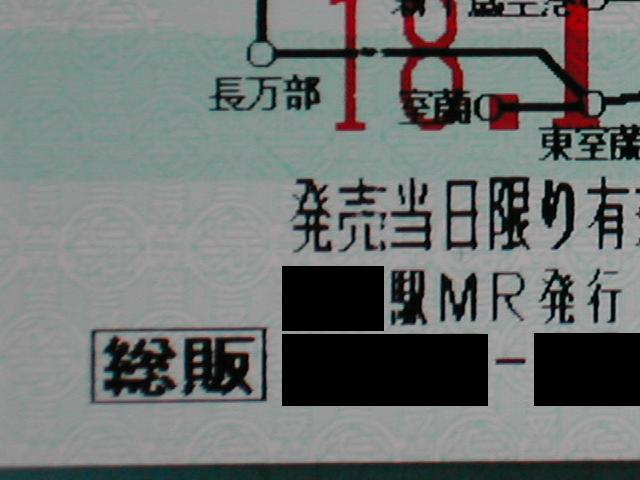
総販から発券された一日散歩きっぷ

総販（そうはん）は、北海道旅客鉄道（JR北海道）で使用される、乗車券類販売系のコンピュータシステムである。
正式名称は総合販売システム（そうごうはんばいシステム）であるが、2019年（令和元年）10月1日以降は一部の船車券などの発券と駅の売上管理業務として、駅収入管理システムの役目を担っている。

## 概説
総販は、JR北海道のみどりの窓口やツインクルプラザ（旅行センター）を支えるオンラインシステムで、JR各社で使用されるマルスシステムとは別の、JR北海道独自のシステムである。発券に係わるシステム部分がマルス端末内の一部として、コンピュータのメインメニューに組み込まれている。JR北海道のマルス端末で発券した乗車券類のデータは、全て総販のホストコンピュータに登録され、乗車券類の券番号からデータの照会等を行える仕組みになっており、マルスシステムのホストコンピュータに接続する必要のない、自社（JR北海道）完結商品の発売の際に利用される（後述）。

### 販売端末
通常、みどりの窓口に置かれている端末は「販売端末」と呼称されるものである。マルス端末のメインメニュー内にある「個別業務」という項目が総販に当たる（それ以外はマルスシステム）。その「個別業務」という項目はさらに「鉄道業」「共通業務」と二つに分別される。また、これとは別に旅行業を取扱う画面を持っている。

#### 鉄道業
鉄道業画面は、乗車券類を発券するのに使用する。乗車券、自由席特急券、定期券、回数券、特別企画乗車券、イベントチケット（イベント券）、契約乗車票（JR各社では「マル契」と呼称）等、自社（JR北海道）完結商品は総販を使用し発券されるが、マルスシステムのホストコンピュータに接続する必要が生じる他社関連の乗車券類、また自社完結であっても指定券の発券は総販では取扱っていないので、マルスシステムからの発券になる。総販では他に、東京モノレール等の船車券の発券もできる。総販で発券された乗車券類は、JR他社において正式に認められているものではないので、自社完結商品しか発売することができない。他社関連の契約乗車票は、東日本旅客鉄道（JR東日本）に係わるものはマルスシステムから発券できるが、それ以外の他社に係わるものに関しては手書きで発売された契約乗車票が使われる。なお、マルスシステムから自社完結商品を発券することもできる。

#### 共通業務
共通業務画面では、端末を操作する係員が誤って発券した乗車券類、また乗車券類の変更（乗車変更）によって使われなくなった旧券を処理する「控除」や、払戻しに係わる操作に使用する。

#### 旅行業
旅行業画面では、旅行のパッケージ商品（JR券、宿泊券がセットになった商品等）や、エスコート（添乗員同行）商品の発売が行われる。東京モノレールを除く船車券を発券する際にも使用する。旅館券（宿泊券）、観光券や航空券の発券にも使用するが、マルスシステムのホストコンピュータに接続する必要が生じるものは旅行業画面を使用しない。

### 後方端末・情報端末
総販はマルス端末（販売端末）の他、PC端末を用いた「後方端末」「情報端末」から構成されている。

#### 後方端末
後方端末では、販売端末や自動券売機等の収入を精算（締切）した際に必要になる帳票類の印刷等に使用する。エスコート商品（旅行業）での旅行人員管理等も後方=端末を使用する。

#### 情報端末
情報端末では、営業成績の閲覧や、そのデータの印刷等に使用する。

## 乗車券類の券面表示
総販で発券された乗車券類券面の左下部分には、四角形で囲まれた「総販」という文字が印字される。券番号は、マルスシステムで発券した乗車券類は数字が7桁（5桁-2桁）に対し、総販は10桁（4桁-4桁-2桁）である。総販では、券番号の最初の1桁にチェックディジット（乗車券番号を7で割った余りが表示される）、次の3桁が総販端末番号、次の4桁が乗車券番号（操作通番）、最後の2桁が乗車券番号の枝番号になっている。なお、マルスシステムでは最初の1桁がチェックディジット、次の4桁が乗車券番号、最後の2桁が乗車券番号の枝番号である。
また、総販で発券された乗車券類券面の右下部分には「N」の文字と、それに続き3桁の数字が印字されている。これは「N符号」と呼ばれるもので、総販の収入管理日を示すものである。日中にその日の収入の精算を行う場合、精算後に発券される乗車券類は、精算前に発券された乗車券類と日付は同日であっても、N符号は異なる。また、次の日に精算を行うまでは日付が変わっても、N符号は同じということになる。

### 簡易委託駅発行
総販では、簡易委託駅で販売する乗車券類の発券も可能である（発券できる駅は限定されている）。この場合、券面に表示される駅名の前に、丸で囲まれた「ム」という表示が付加される。また、発券した駅（発行箇所）の駅名印字部分には、丸で囲まれた「簡」という表示が付加される。
発券に際しては、簡易委託駅を管理する駅（管理駅）に受託者が必要枚数を頼んだ上で発券される。この券面には、発行日の部分は管理駅における発券日が印字されているが、乗車券類の使用開始日は空欄にされている。使用開始日欄は、受託者がゴム印（日付印）を押印して使用開始日を表示する。乗車券においては、通常の乗車区間表記の他に金額式表記（「-円区間」と表示）のものもある。

## クレジットカード決済
マルスシステムでは、販売端末の画面上部にある「クレジット」ボタンを押下することによって、乗車券類を発券したと同時に旅客のクレジットカードで決済できる機能が備わっているが、総販に同様の機能はない。クレジットカードの決済で総販の乗車券類を販売する場合、係員は総販の乗車券類を発券した後、マルスシステムに備わっている「CS金額入力」（「CS」とはJR各社で呼称するクレジットカードの意）画面から、販売する金額を手入力で打ち込み、旅客のクレジットカードで決済の操作を行う必要がある。この際、係員は旅客がクレジットカードで乗車券類を購入したことを券面に明示する必要があるので、券面に「C制R---」と印された判子を押捺する。「C制」とは旅客がクレジットカードで乗車券類を購入したことを表し、変更や払戻しに一定の制限があることを示している。「R---」とは、乗車券類を払戻す操作を行う際に必要な3桁の数字が入る通番のことである。
なお、ツインクルプラザ（旅行センター）ではマルスシステムの機能を使わず、G-CATやCATT端末が使用される。

## 備考
- JR北海道でのMV端末（顧客操作型マルス端末）導入に伴い、指定席回数券やRきっぷ等の指定券付加タイプの特別企画乗車券の発券は、自社完結商品であってもマルスシステムを使用する発券に移行している（総販券ではマルスシステムの「発行替」機能に対応できない）
- 自社完結商品でもマルスシステムを使用した発券は可能なので、鉄道ファンがみどりの窓口で「総販とマルスの入場券を下さい」と、2種類の入場券を買い求めることがある
- 自動券売機を含み総販券の札幌駅 - 琴似駅（または八軒駅）、札幌駅 - 新札幌駅（または厚別駅）という区間での回数券、定期券を購入すると、券面の区間印字が「札幌 - 琴似・八軒」、「札幌 - 新札幌・厚別」となる（発駅は札幌駅以外でもいい）。（定期券の場合は運賃の高い方の駅で購入した場合のみ）これは、桑園駅以西の函館本線・学園都市線、及び白石駅以東で函館本線・千歳線が分岐する関係で設けられたかつての特例で、2015年（平成27年）3月31日発売分をもって終了した。ちなみに、マルスシステムで発券された回数券、定期券（磁気券のみ、Kitacaは不可）においては複数駅表示はなされていないが、特例自体は有効であった。また、券面表示のない側の駅の自動改札も問題なく通過出来た。